# 小早川景宗
小早川 景宗（こばやかわ かげむね）は、鎌倉時代後期から南北朝時代にかけての武将。竹原小早川氏の第2代当主。初代小早川政景の嫡子。

## 生涯
正応2年（1289年）、父・政景より安芸国都宇竹原荘・阿波国板西下荘の一部・備前国裳懸荘の地頭職を譲り受けるが、跡継ぎ問題がこじれ、異母姉・覚生尼に、景宗は政景の実子ではないと鎌倉幕府へ訴えられる。
永仁5年（1297年）、覚生尼の主張が認められ、都宇竹原荘は幕府に没収され建長寺に寄進されてしまう事態となった。景宗は覚生尼の主張は事実ではなく、都宇竹原荘は返還されるべきと訴え続けるが、幕府から本領安堵の回答を得たのは元応2年（1320年）であり、都宇竹原荘が返還されるまで二十余年の歳月を要した。しかし、この問題は建長寺との都宇竹原荘・領有権争いへと発展していくこととなった。
そのような経緯もあり、景宗は元弘の乱では足利高氏（後の尊氏）の下にいち早く参陣し鎌倉方と戦った。景宗・祐景父子の尊氏への軍功は大きく、建武5年（1338年）本宗家・沼田小早川氏の所領であった沼田荘梨子羽郷半分を与えられている。建武年間以降は足利将軍家に直属していくこととなり、これが竹原小早川氏の勢力拡大へとつながっていく。
ちなみに、沼田小早川氏の貞平は、元弘の乱では最後まで鎌倉幕府の六波羅探題に従って行動したため、建武政権のもとで本領・沼田荘を没収されている。

## 関連史料
- 東京帝国大学文学部史料編纂所編『大日本古文書』 家わけ十一ノ一：小早川家文書之1、東京帝国大学、1927年。 NCID BN04860811。OCLC 835258028。全国書誌番号:73018529。NDLJP:1908791
- 東京帝国大学文学部史料編纂所編『大日本古文書』 家わけ十一ノ二：小早川家文書之2、東京帝国大学、1927年。 NCID BN04860811。OCLC 834195954。全国書誌番号:73018529。NDLJP:1908801